# Stora Bläsnungs
Stora Bläsnungs är en bebyggelse norr om Visby på Gotland. 2015 avgränsade SCB två småorter i området, denna och en väster därom,, som dock båda avregistrerades vid avgränsningen 2023.